# Морозевич, Анатолий Николаевич
Анато́лий Никола́евич Морозе́вич (бел. Анато́ль Мікала́евіч Маразе́віч; 13 июня 1948, Владивосток — 9 ноября 2014) — белорусский учёный и деятель образования, доктор технических наук (1990), профессор (1991). Ректор Академии управления при Президенте Республики Беларусь с 15 ноября 2007 года.

## Биография
Родился в семье военнослужащего.
В 1971 году окончил Минский радиотехнический институт по специальности «электронные вычислительные машины».
По распределению до 1987 года работал в Минском радиотехническом институте (инженер, научный сотрудник, ассистент, доцент, заместитель декана). Там же окончил аспирантуру, стал кандидатом технических наук (22.06.1978), доцентом (01.07.1981).
Решением Президиума Академии наук Беларуси от 24.06.1987 г. был избран на должность заведующего кафедрой информатики и вычислительной техники Академии наук.
С этого времени по 1998 год работал в Национальной академии наук Беларуси сначала в должности заведующего кафедрой, а затем и директора Учебного центра подготовки научных кадров.
Самостоятельно (без научного консультанта) подготовил докторскую диссертацию (доктор технических наук с 06.07.1990).
С 04.07.1991 г. — профессор. В 1996 году присвоена квалификация «Эксперт-аудитор» в Национальной системе сертификации Республики Беларусь на проведение работ по оценке соответствия объектов сферы образования.
Постановлением Совета Министров от 08.06.1998 г. был назначен на должность главного ученого секретаря Государственного высшего аттестационного комитета Республики Беларусь. В этой должности работал до 2002 года (сначала в ВАК Беларуси, а затем (после реорганизации) в Высшем аттестационном комитете Комитета по науке при Совете Министров Республики Беларусь).
01.01.2003 г. был назначен на должность начальника Главного управления контроля за работой отраслей социальной сферы Комитета государственного контроля Республики Беларусь.
Работая в государственном аппарате, продолжал научную и педагогическую деятельность в Белорусском государственном экономическом университете.
С 15.11.2007 г. Указом Президента Республики Беларусь № 577 Морозевич Анатолий Николаевич назначен ректором Академии управления при Президенте Республики Беларусь.

## Семья
Женат, две дочери, которые успешно занимаются спортом, научными исследованиями и педагогической деятельностью.

## Научная деятельность
Научный интерес: разработка и исследование систем управления структурно-сложными социальными объектами, элементов таких систем, включая системы поддержки принятия решения, организация образовательных бизнес-процессов, в том числе с применением новых информационных технологий.
Подготовил одного доктора и семь кандидатов наук.
Опубликовал более 350 работ, в том числе 16 книг, 28 брошюр, 156 статей в журналах и научных сборниках, 90 изобретений.

## Награды и премии
- Нагрудный знак «За добрасумленную працу»
- Грамота Комитета государственного контроля
- Почётная грамота Государственного высшего аттестационного комитета
- Почётная грамота Национальной академии наук Беларуси
- Почётная грамота Министерства образования
- Почётная грамота ЦК ВЛКСМ
- Почётная грамота ЦК ЛКСМ Беларуси
- Серебряная и три бронзовые медали ВДНХ СССР
- и др.